# Província d'Aragatsotn
La província d'Aragatsotn (Արագածոտնի մարզ, Aragatsotní marz) és una província d'Armènia. La seua capital i municipi més populós és la ciutat d'Astarak. Altres municipis importants de la província són Aparan i Talin.
La província d'Aragatsotn comprén una superfície total d'uns 2.756 quilòmetres quadrats i té una població de 125.400 persones a data de 2019.

## Geografia
La província d'Aragatsotn ocupa la part nord-oest d'Armènia i té una superfície total de 2.756 quilòmetres quadrats, el que suposa el 9,3 percent de la superfície total d'Armènia. La província limita amb les mateixes de Lorí i Xirak al nord, amb la d'Armavir i Yerevan al sud, amb la de Kotaik a l'est i amb Turquia i la seua província de Kars a l'oest.

### Clima
El clima de la província d'Aragatsotn està marcat per les grans diferències de temperatura depenent de l'altitud sobre el nivell de la mar. La mitjana anual de precipitacions es troba entre els 400 mm als nivells baixos i 1.000 mm a les elevades zones de muntanya.

### Ciutats i divisions administratives
La província està dividida en 9 comunitats municipals (hamaynkner), de les quals 3 són urbanes. També hi ha 69 comunitats rurals. Els municipis són Alagiaz, Aparan, Aragatsavan, Arevut, Astarak, Metsadzor, Shamiran, Talin i Tsaghkahovit.

## Població, grups ètnics i religió
Segons el cens soviètic de 1989, la província d'Aragatsotn (que en aquells temps estava conformada pels districtes d'Aparan, Aragats, Ashtarak i Talin) tenia una població de 141.611 habitants, dels quals, 24.277 vivien en zones urbanes (17,14%).
Segons el cens oficial del 2011, Aragatsotn té una població de 132.925 habitants, que representen el 4,4% de la població total d'Armènia. 31.376 viuen a les ciutats (23,6%) i 101.549 viuen en zones ruals (76,4%), cosa que la converteix en la província que té un percentatge de població rural més gran del país.
La província té 3 ciutats i 111 comunitats rurals. El centre urbà més poblat és Astarak, que té 19.615 habitants. Les altres ciutats són Aparan i Talin, amb 6.451 i 5.310 habitants respectivament. La municipalitat rural més poblada de la província és Oixakan, que té 4.780 habitants.

### Grups ètnics i religió
Els armenis conformen el principal grup ètnic de la província i durant els segles XIX i XX hi havia una minoria d'armeno-tatis (armenis parlants de la llengua tati). La majoria pertanyen a l'Església Apostòlica Armènia, a la diòcesi d'Aragatsotn, que té la seu a Oixakan.
A la província també hi ha una presència significativa de yazidís. Hi ha 20 pobles poblats per yazidís. Al poble d'Alagiaz també hi viu una petita comunitat kurda.

## Història
La província d'Aragatsotn es va fundar el 12 d'abril de 1995 fruit de la unió de 3 raions de l'era soviètica, quan la República Socialista Soviètica d'Armènia, vigents des de 1930 a 1995. Els raions eren el de Talin, Aparan i Astarak.
Segons l'historiador Movses Khorenatsi, Aramaiak -el fill del patriarca i fundador de la nació armènia, Hayk, es va assentar amb el seu clant a la zona de l'actual província d'Aragatsotn. Entre algunes trobales arqueològiques, en destaquen els cementiris de Verin Naver, situat a 3 km a l'oest d'Ashtarak, que data dentre els segles XXIV aC i XIX aC.
Situada al centre de la regió històrica d'Airarat, Aragatsotn dou una de les regions més estratègiques de l'Armènia històrica, sobretot des de l'establiment del Regne d'Armènia l'any 331 aC per la dinastia Oròntida. Posteriormant, l'any 190 aC, la dinastia dels Artàxides, van passar a dominar el regne. Durant el Segle II aC les ciutats de Casala (la versió hel·lenitzada de Kasagh, l'actual Aparan) i Talina (l'actual Talin) foren mencionades per Ptolemeu durant l'època de la dinastia Arxakuní d'Armènia. El territori del cantó de Nig, que inclou la zona d'Aparan, va estar sota administració dels nobles armenis gntunyan, mentre que el territori del cantó d'Aragatsotn, incloent-hi la zona d'Ashtarak, depenia del domini de la família noble dels Amatuní.
Després de la partició d'armènia entre l'Imperi Romà d'Orient i l'Imperi Sassànida persa, entre els anys 387 i 428, l'Armènia Oriental que incloïa Aragatsotn va romandre sota el domini sassànida. Al segle IV es va construïr la Basílica de Kasagh a les rodalies de l'actual ciutat d'Aparan, un exemple de l'arquitectura eclesiàstica armènia.
L'any 658 Armènia és conquerida per invasors àrabs. A finals del segle IX la província esdevé del nou regne de l'Armènia bagràtida. Les famílies noble 1ue van dominar la zona sota els reis bagràtides foren els Camsaracans i els Pahlavuní.
Entre els segles XI i XV, Aragatsotn, juntament amb els altres territoris històrics d'Armènia van patir incursions i atacs de l'Imperi Seljúcida, dels Mongols, dels Aq Qoyunlu (turcmans) i dels Qara Qoyunlu (persa-otomans). A començaments del segle XVI, Aragatsotn esdevé part d'Erivan Beglarbegi sota la Pèrsia Sassànida. Durant la primera meitat del segle XVIII, Aragatsotn esdevé part del Kanat de Yerevan que estava sota el jou de les dinasties perses afxàrida i  Qajar. En el Tractat de Turkmantxai, que posà fi a la guerra russo-persa de 1826-1828 Pèrsia va cedir a l'Imperi Rus l'Armènia Oriental.
Després de la caiguda de l’Imperi Rus l’any 1917, els dirigents armenis, georgians i musulmans de Transcaucàsia es van unir per constituir la República Democràtica Federal de Transcaucàsia i van proclamar la secessió d’aquesta regió. Tanmateix, es tractava d’una federació fràgil i efímera que es va dissoldre al maig de 1918, mentre l’exèrcit otomà avançava cap a l’Armènia oriental a través de Gyumrí, Aragatsotn i Sardarapat. El 21 de maig de 1918, les forces otomanes van llançar un atac a través d’Aparan, a la regió d’Aragatsotn, amb l’objectiu d’arribar a Yerevan. Aquestes tropes van ser enfrontades per forces armènies sota el comandament de Drastamat Kanayan als afores d’Aparan. Després de tres dies de combats intensos, els armenis van llançar una contraofensiva el 25 de maig, i les tropes otomanes van ser obligades a retirar-se cap al nord el 29 de maig. Com a resultat de les victòries decisives contra els otomans a les batalles de Sardarapat, Abaran i Gharakilisa, els armenis van proclamar la independència el 28 de maig de 1918.
Després de dos anys d’independència breu, Armènia va passar a formar part de la Unió Soviètica al desembre de 1920. Entre els anys 1930 i 1995, l’actual Aragatsotn estava dividida en tres unitats administratives dins de la República Socialista Soviètica d'Armènia: el raion de Talin, el raion d’Aparan i el raion d’Ashtarak. Amb la reforma de l’administració territorial de 1995, aquests tres raions van ser fusionats per constituir la província d’Aragatsotn.

## Cultura i patrimoni
Entre els llocs patrimonials d'interès hi ha un pont del segle XVII sobre el riu Kasag a Astarak.
Els assentaments urbans de la província tenen biblioteques públiques. A Astarak hi ha la casa-museu del novel·lista Perch Proshyan que fou restaurada per última vegade el 2008. A Aragatsotn hi ha el Parc de l'Alfabet Armeni, a prop d'Aparan. Al mes d'octubre es celebra el Festival Ashtarak Walnut. A Talin s'hi edita el periòdic setmanal "Talin Askhkarh".

### Fortaleses i ruïnes arqueològiques
- Fortalesa d'Ushiberd, de l'Edat del ferro.
- Restes arqueològiques de Verin Naver, dels segles XXIV-XIV aC.
- Fortalesa d'Amberd, del segle VII.
- La Fortalesa Dashtadem, del segle IX.

### Esglésies i monestirs
- Mausoleu d'Arshakid i basílica, del segle IV. Mausuleu dels reis armenis. En ruïnes
- Basílica de Kasagh, del segle IV.
- Monestir d'Astvatsenkal, dels segles IV-V.
- Església de Sant Pere i Sant Pau de Zonuvi, dels segles IV-V.
- Església de Sant Joan de Mastara, del segle V.
- Església de Sant Jordi de Garnahovit, del segle VII.
- Església de Sant Gregori (Arutx), catedral d'Aruchavank, del segle VII.

- Monestir de Sant Cristòfor, a prop del poble de Dashtadem, del segle VII,
- Monestir de l'església d'Artavazik, al poble de Byurakan, del segle VII.
- Catedral of Talin, del segle VII,
- Església de Surp Hovhannes de Voskevaz, del segle VII.
- Capella de Tukh Manuk de Lusagyugh, segle VII.
- Monestir de Sant Sarkis d'Ushi, segle VII.
- Església de Yeghipatrush, segle x,
- Església Surp Hovhannes de Byurakan, segle X.
- Església de Vahramashen, segle XI.
- Capella Tukh Manuk de Kuchak, segles XII-XIII.
- Capella Tukh Manuk d'Oshakan, segles XII-XIII,
- Monestir de Hovhannavank de 1216,
- Monestir de Tegher, del segle XIII.
- Monestir de Saghmosavank , segle XIII.
- Fortalesa de Kosh fortress i esglésies, segles XIII-XIV
- Monestir de Sant Jordi de Mughni, del segle XIV, a Astarak.
- Església de Surp Astvatsatsin de Karbi, segle XVII.
- Església de Sant Mesrop Mashtots de 1879 ia Oixakan,
- Les esglésies de Spitakavor, Karmravor, Tsiranavor, Sant Mariane i Sant Sarkis d'Astarak.

## Transport

### Carretera
- Autopista M1 (Yerevan-Gyumri) - Autopista M3 (Margara-Vanadzor)

## Personalitats notables
- Ghazar Parpetsi (aprox 442-inicis segle VI), cronista armeni dels segles V-VI.
- Jordi I de Byurakan (?-795), Catholicos de Tots els Armenis.
- Abu Sa'id Bahadur Khan (1305–1335), 9è khan de l'Ilkanat.
- Nerses V d'Astarak (1770–1857), Catholicos of All Armenians.
- Perch Proshyan (1837–1907), escritor armeni.
- Smbat Shahaziz (1840–1908), poeta armeni.
- Norair Sisakian (1907–1966), bioquímic armeni soviètic.
- Gevorg Emin (1918–1998), poeta ameni.
- Emil Gabrielian (1931–2010), metge.
- Vardges Petrosyan (1932–1994), escriptor.

## Galeria d'imatges

Aragatsotn
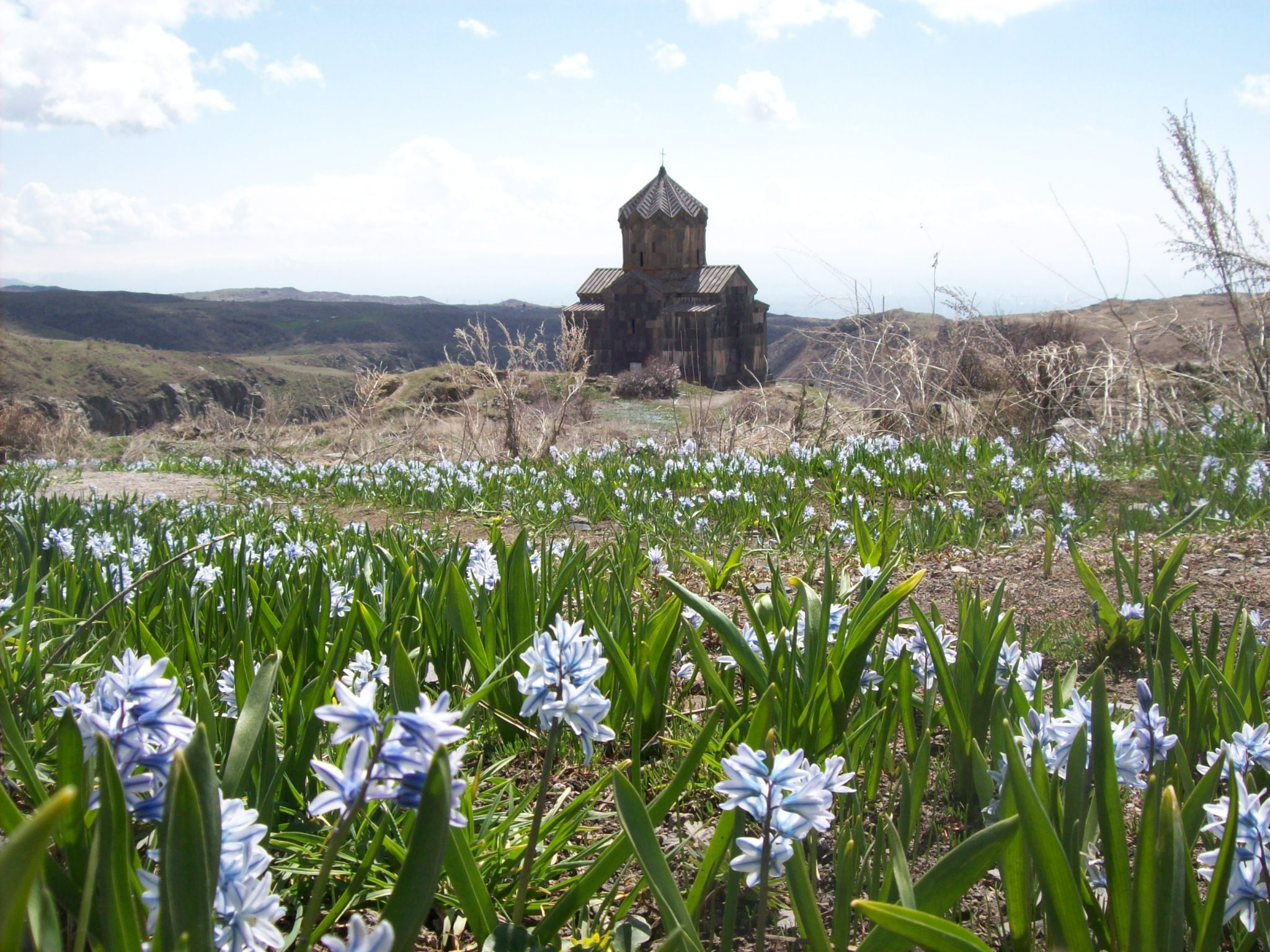
Església de Surp Asvatsasin de Vahramashen  1026
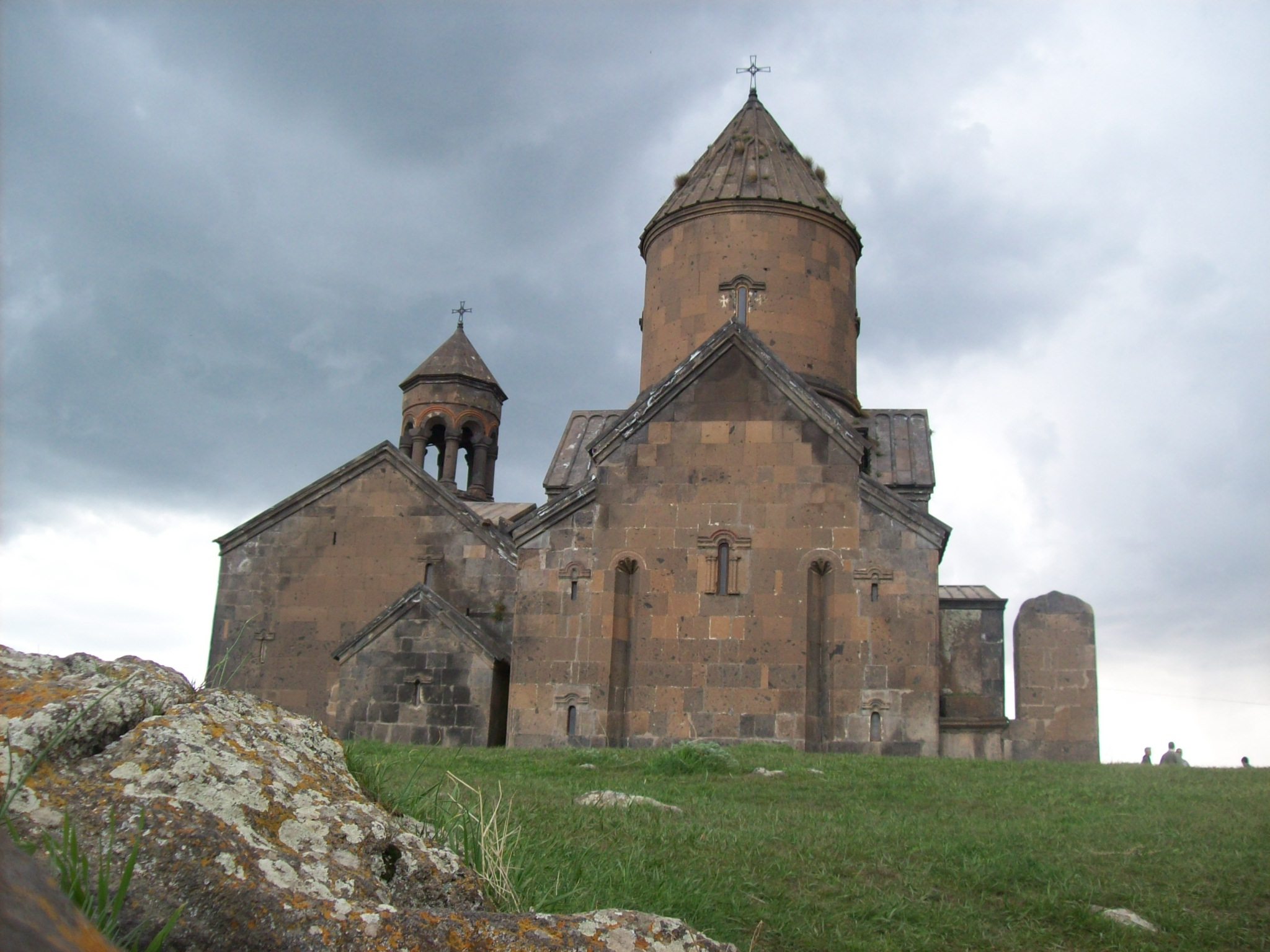
Monestir de Saghmosavank Monastery, segle XII
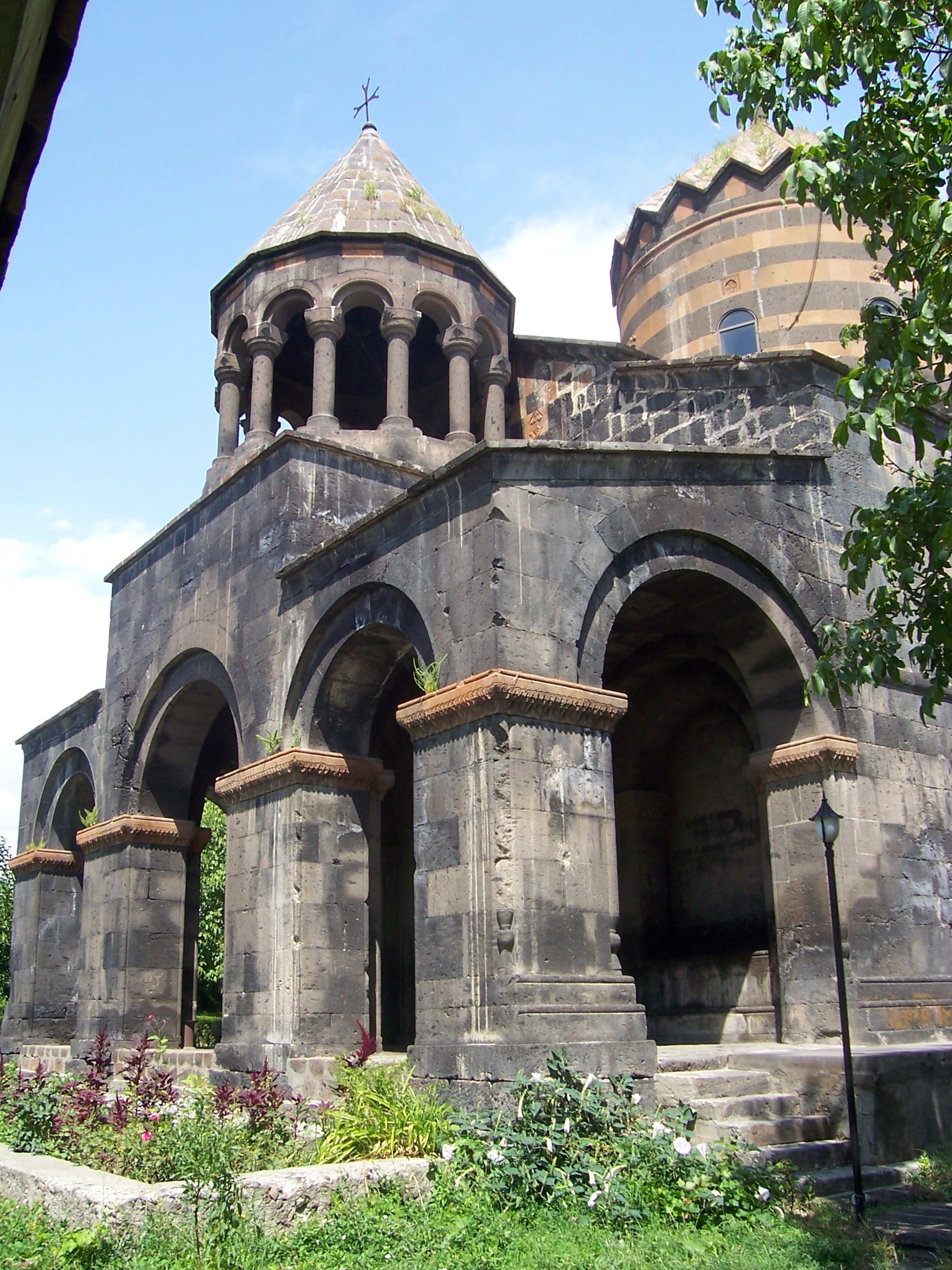
Monestir de Sant Jordi Monastery de Mughni, segle XIV
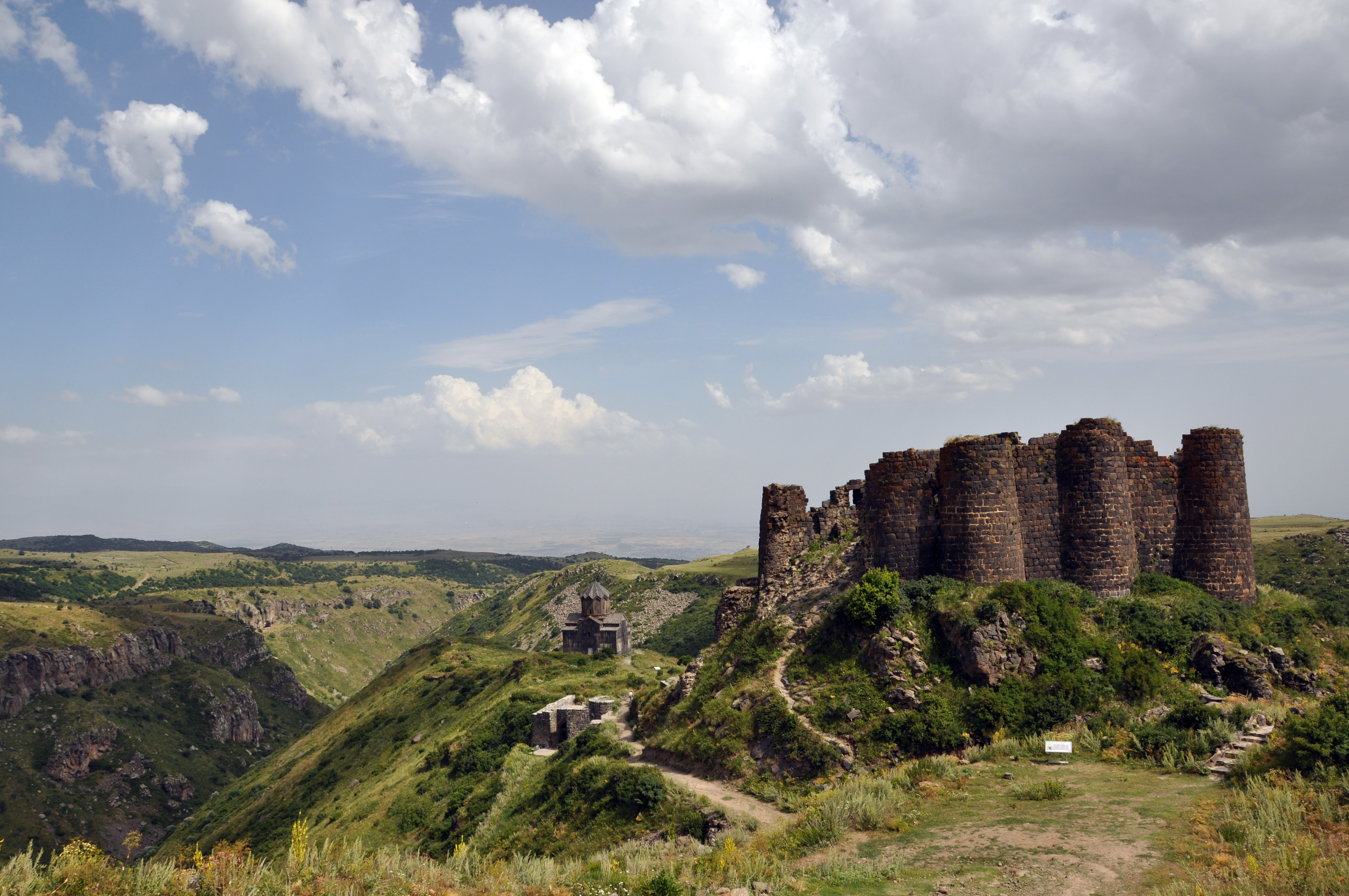
Fortalesa d'Amberd i església de Vahramashen Church
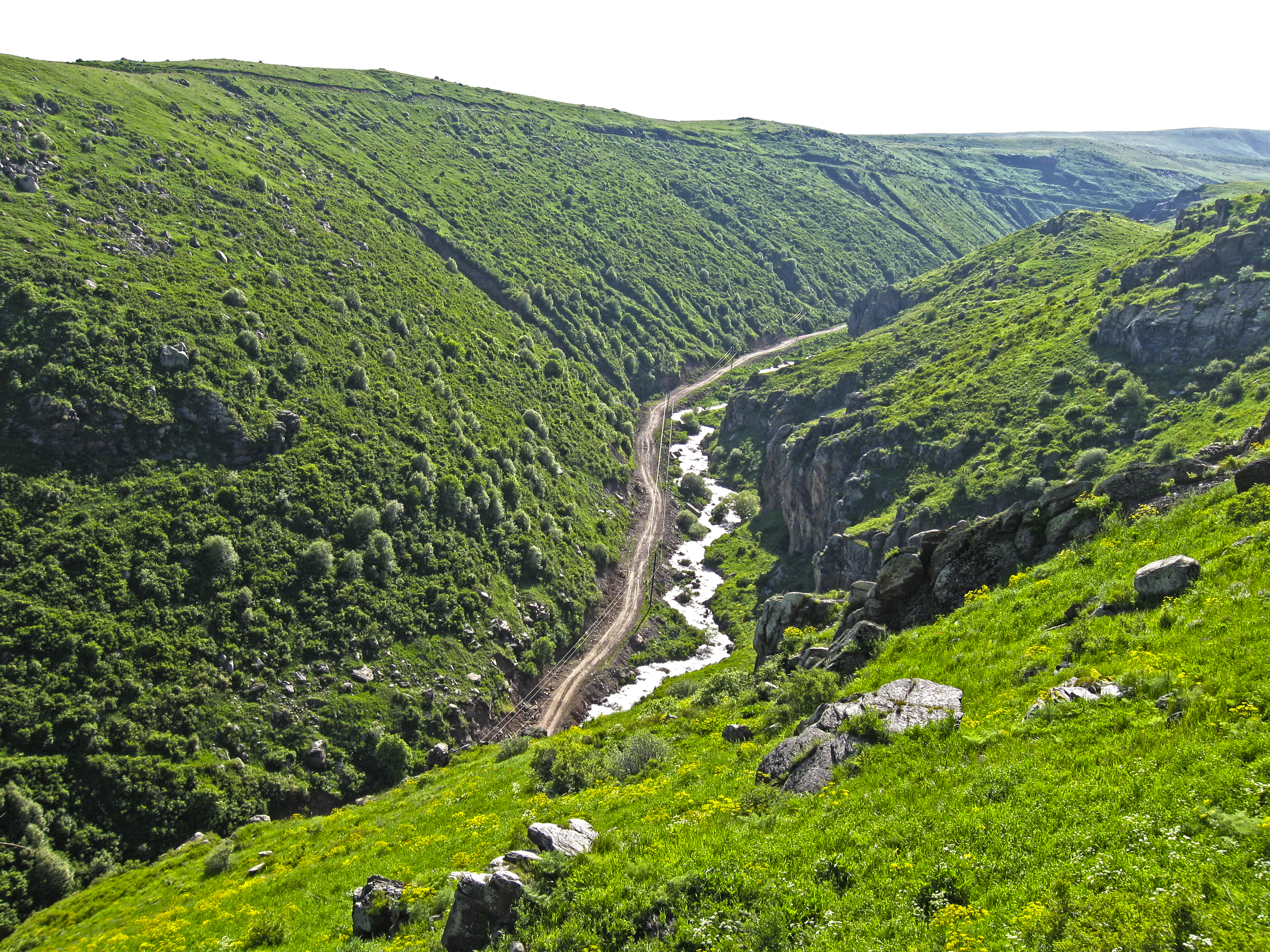
vall del riu Amberd